# Quebradanegra (ort)
Quebradanegra är en ort i Colombia.   Den ligger i departementet Cundinamarca, i den centrala delen av landet, 70 km nordväst om huvudstaden Bogotá. Quebradanegra ligger 1 356 meter över havet och antalet invånare är 753.
Terrängen runt Quebradanegra är kuperad åt nordost, men åt sydväst är den bergig. Runt Quebradanegra är det ganska tätbefolkat, med 166 invånare per kvadratkilometer. Närmaste större samhälle är Villeta, 12,1 km söder om Quebradanegra. I omgivningarna runt Quebradanegra växer i huvudsak städsegrön lövskog.